# 연자유
연자유(淵子遊, ?~?)는 고구려의 막리지직을 지낸 고구려의 관리이다. 

## 생애
연개소문의 할아버지이며, 연남생의 묘지에 기록되어 있는 글에 따르면 고구려 최고위 관직인 막리지직을 역임하며 국정을 장악하였다고 한다. 이후에도 그의 아들과 손자가 차례로 고구려의 최고 관직인 막리지직과 대막리지를 맡으며, 그로 인해서 연씨 가문이 고구려에서 최고 가문으로 자리를 잡았을 것으로 추정된다.

## 같이 보기
- 삼국 시대
- 고구려
- 연태조
- 연개소문